# Armorial de l'Allemagne
Cette page donne les armoiries de la République fédérale d’Allemagne et de ses États fédérés.

## République fédérale d’Allemagne
| Blason | Blasonnement |
| ------ | --- |
|        | République fédérale d’Allemagne D'or à l'aigle de sable, armée, bequée et lampassée de gueules. |
| Blason | Nom de l’État fédéré et blasonnement |
|        | Bade-Wurtemberg : Grandes armes D'or, à trois lions léopardés, lampassés de gueules ; timbré d'une couronne constituée d'un bandeau de plaquettes avec des armes de Bade, Wurtemberg, Hohenzollern, Palatinat, Franconie et Autriche antérieure ; supporté par un cerf et un griffon d'or, armés de gueules. |
|        | Bade-Wurtemberg : Petites armes D'or, à trois lions léopardés, lampassé de gueules ; timbré d'une couronne populaire d'or. |
|        | Basse-Saxe De gueules, au cheval cabré d'argent. |
|        | État libre de Bavière : Grandes armes Écartelé : au premier de sable, au lion d'or, lampassé et armé de gueules, au deuxième coupé émanché de gueules et d'argent de trois pièces (la « herse franconienne »), au troisième d'argent à une panthère d'azur, armée d'or et lampassée de gueules, au quatrième d'or, à trois léopards de sable, armés et lampassés de gueules ; sur le tout, fuselé en bande d'azur et d'argent. Supporté par deux lions d'or, lampassés et armés de gueules. Timbré d'une couronne populaire constituée d'un bandeau doré orné de pierres et surmonté de cinq feuilles ornementales.                                       |
|        | Bavière: Petites armes Fuselé en bande d'azur et d'argent, timbré d'une couronne populaire constituée d'un bandeau doré orné de pierres et surmonté de cinq feuilles ornementales. |
|        | Berlin D'argent à un ours de sable en pied, lampassé et armé de gueules ; timbré d'une couronne d'or de cinq feullies, le bandeau constitué d'une maçonnerie et une porte fermée. |
|        | Brandebourg D'argent, à l'aigle de gueules, membrée, becquée et liée d'or. |
|        | Ville hanséatique libre de Brême : Grandes armes . |
|        | Brême : Moyennes armes De gueules, à la clé d'argent, posée en bande ; timbré d'une couronne populaire d'or. |
|        | Brême : Petites armes A la clé d'argent, posée en bande. |
|        | Ville libre et hanséatique de Hambourg : Grandes armes . |
|        | Hambourg : Petites armes De gueules au château d'argent, crénelé et surmonté de trois tours du même, celle du milieu couverte d'un dôme croiseté, les deux autres crénelées et surmontées chacune d'une étoile à six raies aussi d'argent . |
|        | Hesse D'azur, au lion burelé d'argent et de gueules de dix pièces, armé d'or. Timbré d'une couronne populaire de feuilles d'or et de fruits en forme des perles d'azur ( alternant ). |
|        | Mecklembourg-Poméranie-Occidentale : Grandes armes Écartelé en 1 et 4 d'or, au rencontre de taureau de sable, languée de gueules dentée, accornée et allumée d'argent et couronnée du champ, en 2 d'argent, au griffon de gueules, membré et becqué d'or, en 3 d'argent, à l'aigle de gueules, membrée et becquée d'or. |
|        | Mecklembourg-Poméranie-Occidentale : Petites armes Parti de d'or, au rencontre de taureau de sable, languée de gueules dentée, accornée et allumée d'argent et couronnée du champ, et d'argent, au griffon de gueules, membré et becqué d'or. |
|        | Rhénanie-du-Nord-Westphalie Parti de sinople, à la barre ondée d'argent, et cousu de gueules, au cheval cabré d'argent ; enté en pointe arqué d'argent, à la rose de gueules, boutonnées et feuillées d'or. Les armoiries actuelles sont le fruit d'un projet de l'héraldiste Wolfgang Pagenstecher (1880-1953). Le champ de gauche symbolise le fleuve Rhin, le cheval bondissant à droite est représenté comme symbole de la Westphalie. La rose rouge à cinq pétales provient des armoiries du noble Zur Lippe. Lorsque la Lippe a été rattaché à la Rhénanie-du-Nord-Westphalie en 1947, la "rose de Lippe" a fait son entrée dans le blason du Land. |
|        | Rhénanie-Palatinat De sable, au lion d'or, couronné, armé et lampassé de gueules, chapé parti arqué d'argent, à la croix de gueules et de gueules, à la roue de six rayons d'argent. Timbré d'une couronne populaire d'or. |
|        | Sarre Écartelé du comté de Sarrebruck (d'azur, semé de croisettes d'argent, au lion du second, lampassé de gueules et couronné d'or), de la Principauté archiépiscopale de Trèves (d'argent, à la croix de gueules), de la Lorraine (d'or à la bande de gueules chargée de trois alérions d'argent), et du Palatinat du Rhin (de sable, au lion d'or, couronné, armé et lampassé de gueules). |
|        | État libre de Saxe Burelé de sable et d'or de dix pièces, au crancelin de sinople posé en bande. |
|        | Saxe-Anhalt Coupé, au premier burelé d'or et de sable de dix pièces, à un crancelin de sinople posé en bande, au franc-canton chef sénestre d'argent à une aigle de sable, armée et bequée d'or et lampassée de gueules, au second d'argent à un ours de sable, rampant sur une muraille crenelée de gueules, maçonné de sable et ouverte du champ. |
|        | Schleswig-Holstein Parti d'or à deux lions passant d'azur armés et lampassés de gueules et de gueules à une feuille d'ortie d'argent. |
|        | État libre de Thuringe D'azur, au lion fascé de gueules et d'argent, armé et couronné d'or, accompagné de huit étoiles d'argent à six rais. |